# Neris

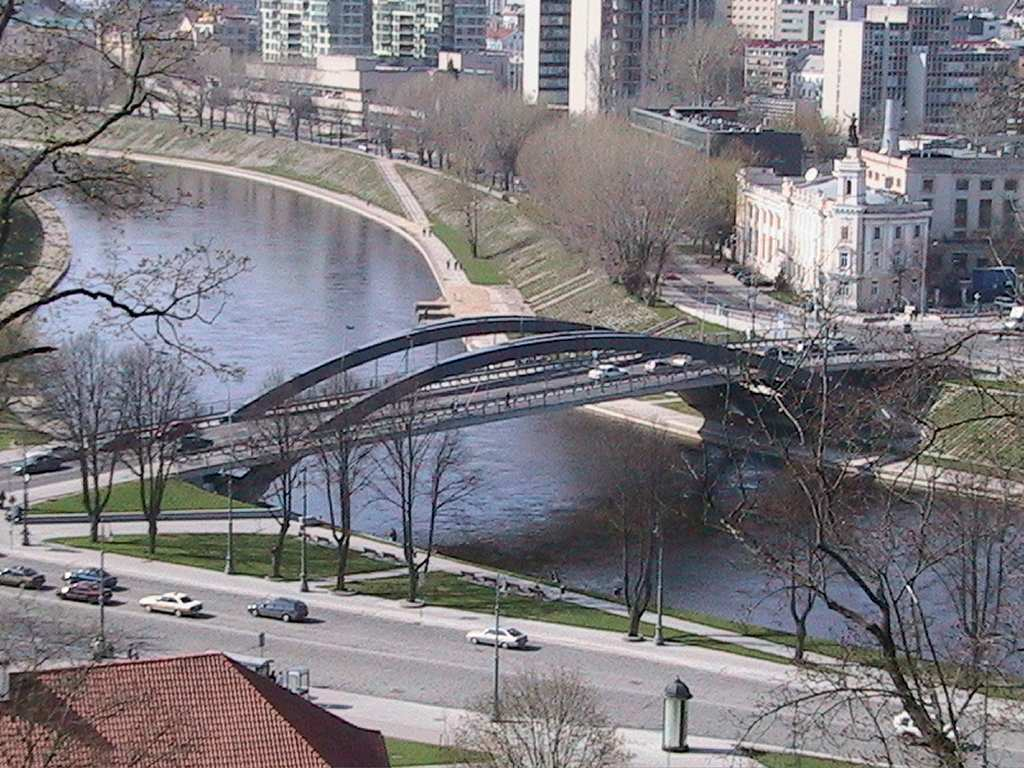
Mindaugasbron över Neris i Vilnius.

Neris, som flyter genom Vitryssland och Litauen, är en högerbiflod till Njemen (litauiska: Nemunas). Neris är det litauiska namnet, medan floden på polska heter Wilia och på vitryska Vilija. Floden flyter förbi Litauens huvudstad Vilnius, och det är möjligt för mindre båtar att ta sig härifrån ut i Östersjön. I Kaunas flyter floden ihop med och blir en del av Njemen. Floden är 510 kilometer lång.
Neris har varit en viktig transportled i Litauen; den sammanknyter till exempel Vilnius med den äldre huvudstaden Kernavė, belägen cirka 35 kilometer nedströms från Vilnius. Längs stränderna finns många hedniska begravningsplatser, borgar och andra historiska fynd. Ett fornlämningsområde nära Kernavė blev 2004 upptaget på Unescos världsarvslista.

## Galleri

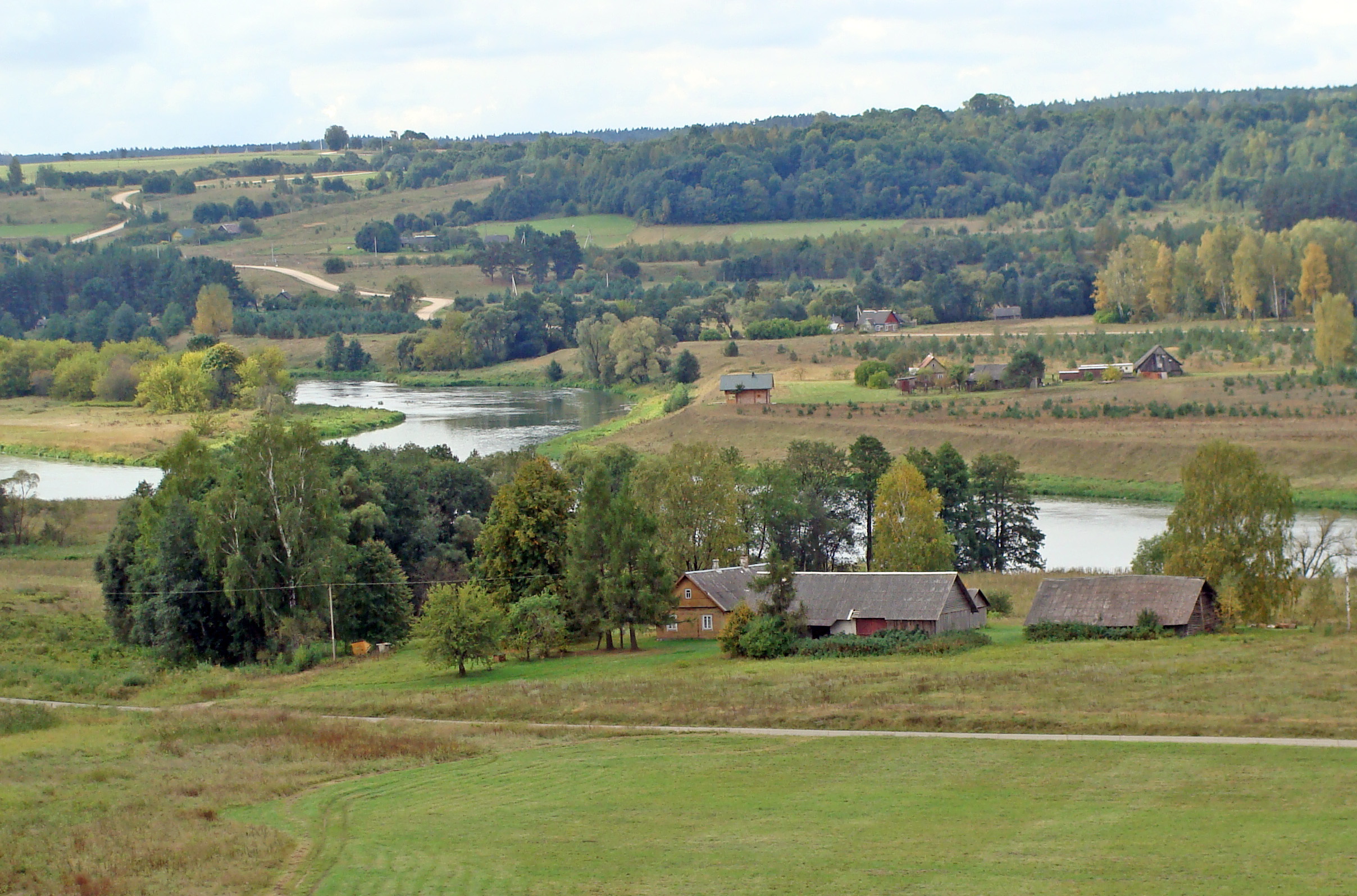
Neris i närheten av Kernavė.
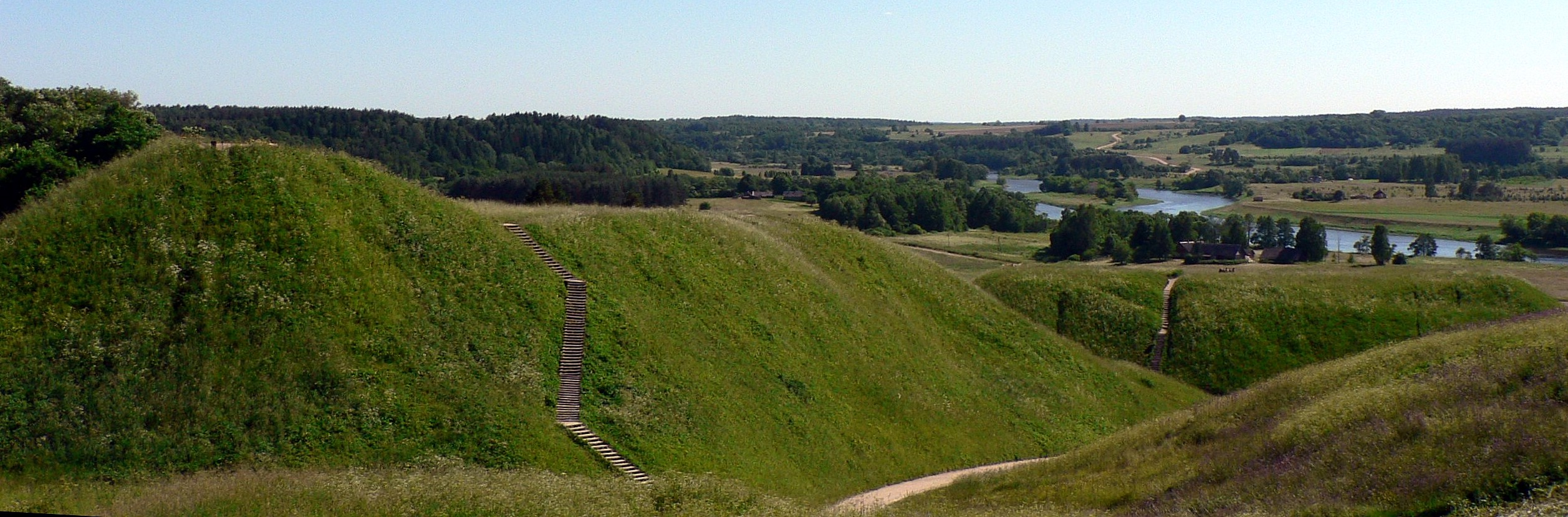
Neris (i bakgrunden) vid Kernavė.
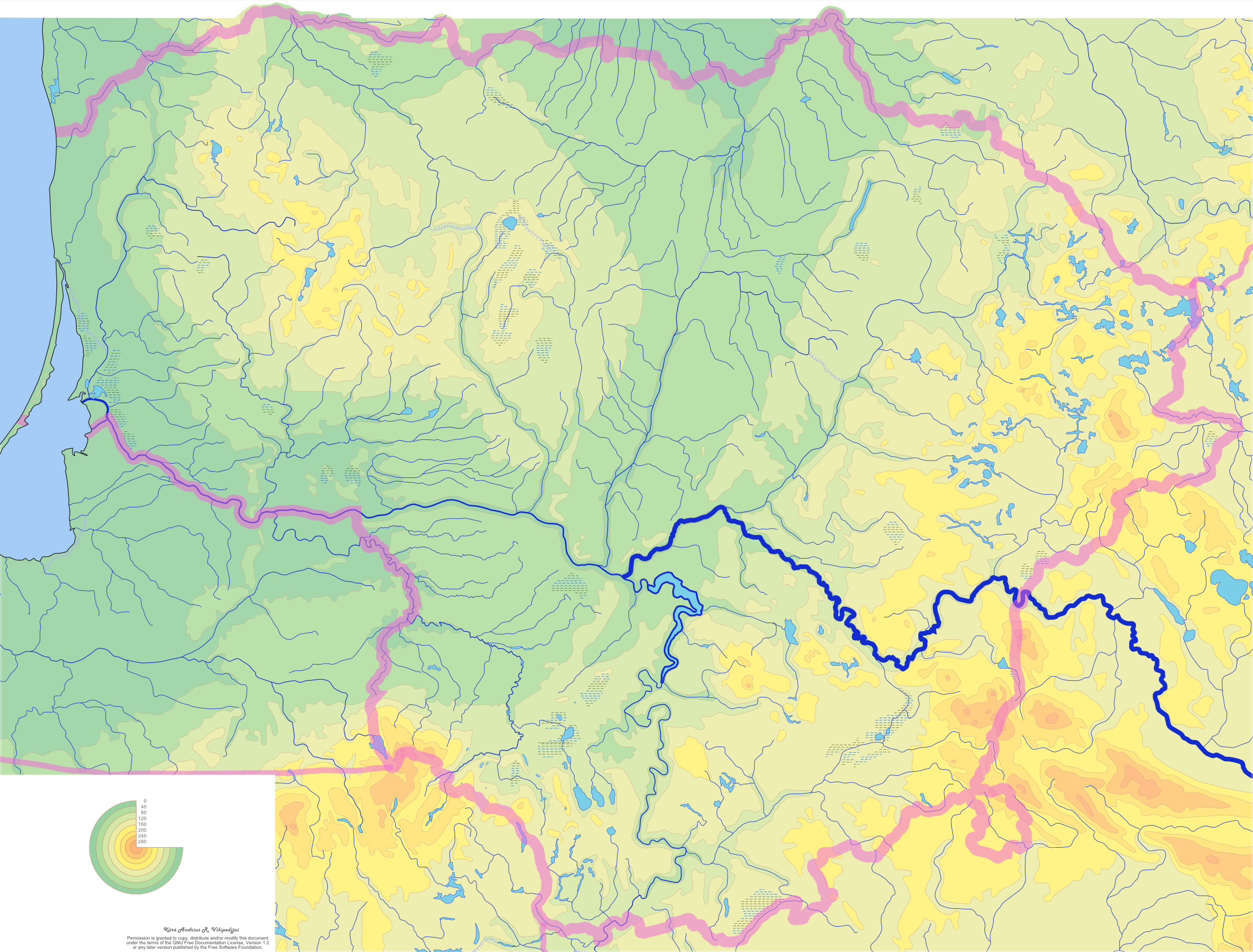
Neris lopp till sammanflödet med Njemen.